# Storia di Pinzano al Tagliamento

## Età preromana
Ritrovamenti archeologici confermano la presenza umana fin dall'età preistorica: gli scavi di Borgo Ampiano hanno portato alla luce manufatti in pietra e ceramica risalenti al mesolitico recente, mentre a Valeriano sono stati ritrovati reperti neolitici. Presso la località Pontaiba, invece, sono stati trovati interessanti reperti risalenti all'età del bronzo, tra cui una punta di freccia in selce custodita a Lestans, nel museo archeologico di villa Savorgnan. Sempre riferiti a quel periodo, vari ritrovamenti tra cui un recipiente di ceramica consentono di collocare presso Borgo Ampiano un insediamento stabile di una certa ampiezza e continuità temporale, la cui importanza è andata declinando alla fine dell'età del bronzo. Il territorio di Pinzano risultava punto di transito obbligato di due direttrici: la prima seguiva il corso del Tagliamento e portava dalla pianura friulana verso il passo di Monte Croce Carnico, la seconda era la pedemontana, che da Polcenigo giungeva fino a Pinzano. Le due strade si univano, attraversavano il Tagliamento poco a valle di Pinzano e quindi proseguivano sulla sinistra del fiume. Infatti il Tagliamento a questa altezza si restringe fino circa a 150 m, rendendo il luogo fra i più idonei di tutto il suo corso per il passaggio in barca o a guado.
Interessante è risultata la presenza di un colle denominato "Castelliere" (localmente chiamato Cjstilîr o Cjastelêr, sulle mappe indicato come "Castellirs"), coltivato a vigneto fino al terremoto del 1976 ed in seguito completamente ricoperto da vegetazione. È stata avanzata l'ipotesi che qui potesse sorgere un sito fortificato di epoca precedente a quella romana, similarmente al castelliere di Gradisca. Nel 1993 è stato effettuato un saggio di scavo archeologico sulla cresta che porta alla cima del colle, in corrispondenza di un presunto tumulo protostorico. L'analisi del campione ha confermato che si trattava di un deposito argilloso naturale, ma non ha fornito ulteriori elementi per stabilire la presenza o meno di un castelliere nella zona.
L'intero territorio pedemontano, nonostante una posizione strategica fra la pianura ed i valichi montani, era comunque relativamente poco popolato, con l'eccezione di pochi centri, tra cui spiccava Montereale. Le popolazioni che lo abitavano erano venetiche, come dimostrano anche alcune iscrizioni rinvenute a Montereale, ma sono stati comprovati contatti culturali e commerciali con le popolazioni etrusche ed alpine. All'incirca a metà del primo millennio a.C. si iniziarono ad insediare i Celti, i quali a loro volta subirono la conquista romana.

## Età romana

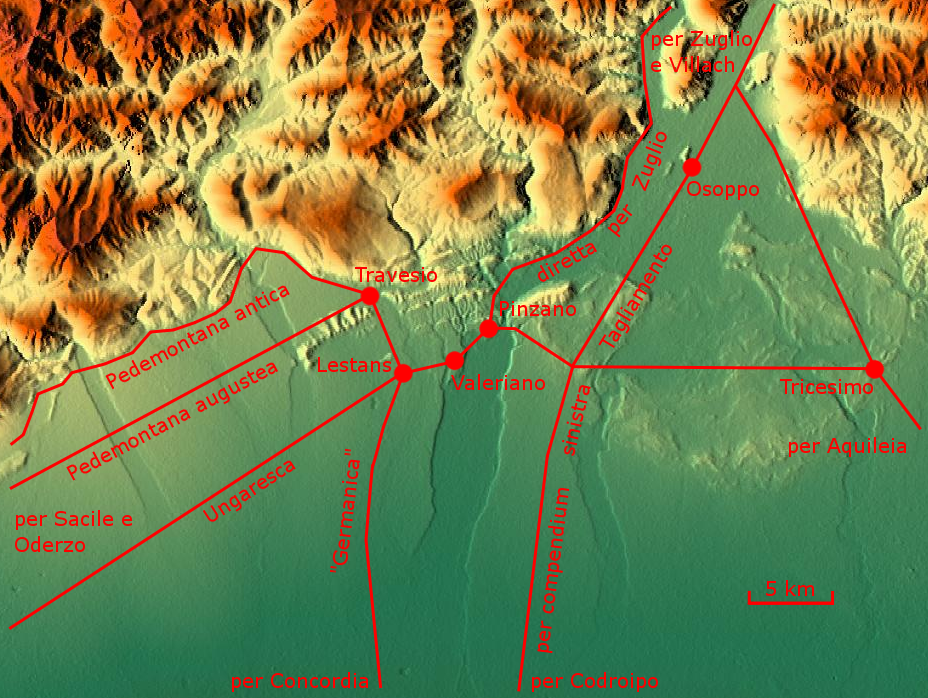
Probabili vie romane passanti per Pinzano

Pinzano continuò a svolgere un ruolo importante nel sistema viario romano, che era basato sulle direttrici già esistenti. La via di comunicazione che percorreva il corso del fiume Tagliamento assunse una certa rilevanza in quanto collegava la città romana di Concordia con la provincia del Norico, e per questo le è stato dato informalmente il nome di "Germanica". Questa strada aveva importanza commerciale, come è possibile constatare anche dal numero e dal tipo di reperti archeologici trovati lungo la direttrice, che si dirigeva verso sud passando da Pinzano, Valeriano, Ampiano, Lestans, Vacile, Istrago, Tauriano, Barbeano, Provesano. Tutti i toponimi di queste località sono di origine prediale, ed indicano chiaramente che la strada si manteneva sempre sulla destra del torrente Cosa: infatti la città di Spilimbergo venne fondata solamente nel tardo medioevo.
Per quanto riguarda la strada pedemontana, i romani sicuramente utilizzarono questo antico percorso, ed in età augustea lo rettificarono nel tratto fra Travesio e Marsure in modo da discostarsi da Maniago abbreviando il percorso. Alcuni tratti di questa via, che provenendo da Oderzo si innestava sulla via proveniente da Concordia, sono ancora visibili. Un'ultima strada che interessava il territorio è la cosiddetta "Ungaresca", che probabilmente venne utilizzata dal I secolo d.C. come alternativa alla pedemontana, e collegava direttamente Sacile a Lestans con un percorso rettilineo parallelo al decumano massimo della centuriazione di Concordia. Nel tratto tra Sacile e Vigonovo veniva chiamata anche "Pedrata", mentre nel tratto tra Tesis e Lestans era nota come "Pinzana".
Una breve descrizione della via pedemontana ci è stata data dal vescovo Venanzio Fortunato nella sua opera Vita Sancti Martini, risalente alla seconda metà del settimo secolo. Venanzio descrive così l'itinerario percorso dal viaggiatore proveniente da nord e diretto verso la pianura:
 È possibile che uno di questi ardua castella submontana fosse quello di Pinzano: i ritrovamenti archeologici, in particolare di anfore, hanno confermato la frequentazione romana dell'area castellana, ma non l'esistenza di un'installazione di carattere militare.
I toponimi Pinzano, Valeriano e molto probabilmente anche Ampiano sono di origine prediale latina, ed indicano che questi villaggi con i relativi terreni agricoli furono concessi a dei coloni romani. Pertanto si può presupporre che questi insediamenti avessero un carattere colonico-militare, di controllo delle vie di comunicazione e delle tribù celtiche che sicuramente continuarono a popolare la zona. I ritrovamenti archeologici confermano il carattere piuttosto sparso dello stanziamento, con prevalenza di impianti rustici di modeste dimensioni, ma anche una notevole vivacità commerciale. Molto probabilmente il territorio della piana di Valeriano, adibito ad uso agricolo, era soggetto ad una centuriazione, come testimonia l'esistenza di un reticolo di strade di campagna tuttora perpendicolari tra loro.

## La Signoria dei Pinzano

Vecchia cartolina dove sono ben visibili i ruderi del castello (in alto a destra) e la strada che portava al traghetto (in basso a sinistra)

In seguito al declino dell'impero romano, il Friuli subì numerose invasioni barbariche fino alla conquista dei Longobardi, che si insediarono stabilmente e fecero di Cividale la capitale del Ducato del Friuli. Alla caduta di quest'ultimo la regione divenne prima Marca del Sacro Romano Impero, quindi Patria del Friuli sotto giurisdizione del Patriarcato di Aquileia. È proprio a questo periodo che risale il più antico documento in cui compaia un Signore di Pinzano: siamo nel 1134 ed il notabile in questione è Ermanno di Pinzano (Herman de Pinzano). Quindi sicuramente a questa data esisteva già un castello ed una giurisdizione feudale, che si estendeva all'incirca dal Cosa all'Arzino e da Clauzetto ai confini con Spilimbergo. I Signori di Pinzano vengono annoverati fra i “liberi feudatari”, ovvero coloro che possiedono una sufficiente importanza ed autonomia per essere direttamente investiti dall'autorità imperiale.
La tesi un tempo maggiormente sostenuta era che la famiglia dei Pinzano derivasse da quella della vicina Ragogna, ma sono stati sollevati dei dubbi riguardo a ciò. In ogni caso i Signori di Pinzano si distinsero per la loro fedeltà al Patriarca, con l'eccezione di un episodio di ribellione nel 1219. In questa data accadde che molti nobili friulani, tra cui gli stessi Pinzano, consegnarono i loro castelli nelle mani del potente comune di Treviso, in atto di aperta sfida al Patriarca Bertoldo di Andechs-Merania. In realtà la consegna del castello pinzanese avvenne a nome della famiglia di Polcenigo, il che induce ad ipotizzare l'assenza del capofamiglia dei Pinzano, forse impegnato nella quinta crociata. Sicuramente l'anno successivo il Signore Ermanno è tornato a casa, e si schiera nuovamente con il Patriarca quando quest'ultimo riesce a contenere le mire espansionistiche trevigiane alleandosi con Padova. 
Ma il membro più noto della famiglia dei Pinzano è Federico, che riuscì ad ottenere la carica di vicario di Filippo di Carinzia, diventando in tal modo comandante dell'esercito friulano. Nel 1272 Federico, uomo dal temperamento sanguigno, prese Cividale confiscando beni, condannando a morte presunti traditori. Dopo pochi mesi di occupazione, la città viene assediata dal re di Boemia Ottocaro, possessore dei ducati di Stiria, Carinzia e Carniola ed amico del conte di Gorizia. Ottocaro riuscì a farsi nominare dalla Chiesa aquileiese capitano generale del Friuli, subentrando così a Federico che comunque mantenne un ruolo politico di primo piano fino alla morte avvenuta nel 1275.
Nel secolo seguente, nonostante la loro lealtà al Patriarca, i Signori di Pinzano furono costretti a depredare i mercanti di passaggio sul loro territorio, a causa di crescenti ristrettezze finanziarie. La cosa del resto era piuttosto frequente anche tra altre famiglie signorili della zona, tanto che il 22 febbraio 1333 il parlamento fu costretto a richiedere l'intervento dell'esercito "perché volesse metter freno ai signori di Pinzano e di Ragogna, che, da veri predoni, spogliavano i mercadanti sulle pubbliche strade". Nel 1344 avvenne entro le mura del castello una faida familiare: Manfredo, aiutato dal proprio ramo della famiglia, uccise il cugino, gli zii ed un servitore. Il fatto destò sdegno in tutto il Friuli e costrinse il Patriarca Bertrando a cingere d'assedio il castello, che venne espugnato dopo quarantasei giorni. La famiglia riuscì inizialmente a fuggire, ma venne dichiarata decaduta da ogni diritto. Questo evento segnò la fine della Signoria dei Pinzano.

## I Savorgnan e Venezia

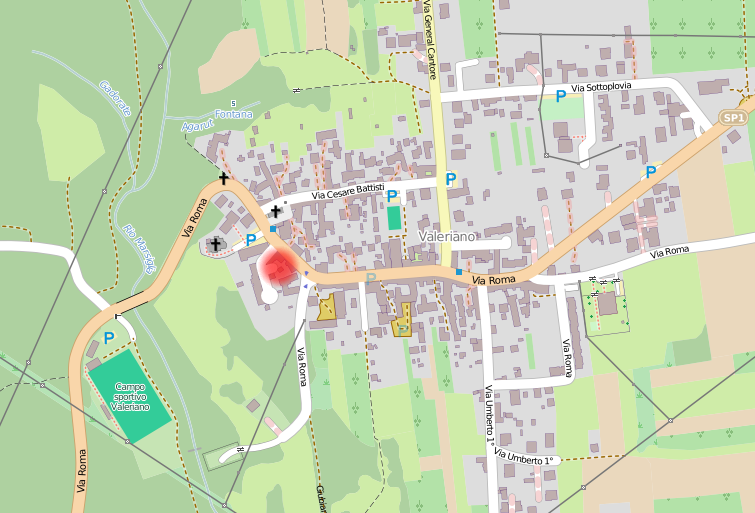
Nel cerchio rosso, la localizzazione della cortina di Valeriano

Fra il 1352 e il 1354 il castello passò alla famiglia dei Savorgnan, tra le più ricche ed influenti del Friuli. Francescutto Savorgnan, figlio di Enrico, acquistò inizialmente la terza parte dei beni della giurisdizione pinzanese, e poco dopo la famiglia entrò in possesso anche della parte restante installando a Pinzano l'ufficio giurisdizionale del loro feudo. L'iniziale fedeltà al Patriarca di Francesco Savorgnan si tramutò nel giro di qualche decennio in un orientamento dei rapporti della famiglia verso Venezia, che in quel periodo stava accrescendo la propria importanza politica e militare. A sostegno del Patriarcato intervenne l'imperatore Sigismondo in persona, che nel 1412 scese in Friuli con un esercito e conquistò, oltre a Osoppo, Buja e Flagogna, anche il castello di Pinzano. Ma non furono conquiste durevoli: nel 1420 Venezia invadeva il Friuli, ponendo fine al Patriarcato ed instaurando un dominio che sarebbe terminato solo nel 1797. I Savorgnan vennero reintegrati dei loro possessi, tra cui il castello di Pinzano: il legame della famiglia friulana con la Serenissima sarebbe durato fino alla decadenza di quest'ultima.
Di questo periodo devono essere ricordate le invasioni turche di fine Quattrocento, che costrinsero i friulani a ritirarsi nelle cortine fortificate, tra cui quelle di Pinzano e Valeriano. In realtà, mentre probabilmente Valeriano era dotata di una piccola zona fortificata, a Pinzano la presenza delle mura castellane rese superflua la costruzione di una cinta attorno al paese. I numerosi tratti di mura in pietra visibili sono in effetti broli (in friulano broilis) adibiti a colture pregiate come la vite, e non fortificazioni militari. Sotto Venezia il castello perse molta della sua importanza militare, ma mantenne il controllo giuridico, burocratico e finanziario del feudo. Sappiamo che nella seconda metà del Cinquecento il castello di Pinzano fu residenza di Bernardino Savorgnan, secondogenito del ramo dei Torre, che qui crebbe i figli Urbano e Lonardo. In ogni caso questa era un'eccezione; gli altri Savorgnan raramente abitavano il castello, la cui gestione era delegata ad un capitano ed un cancelliere, aiutati da personale di servitù.
Pinzano era centro di riscossione delle tasse, sede di sentenze giudiziarie minori, possedeva delle prigioni e, soprattutto, era il centro di movimentazione e smistamento dei prodotti agricoli del feudo. Nel 1500 Girolamo da Porcia così descrive il castello di Pinzano: 
 Abbiamo documenti che comprovano il tiranneggio dei Savorgnan, che comportava privilegi e servizi gratuiti della popolazione, la quale in più occasioni ha avuto modo di inviare proteste formali a Venezia. Tra gli altri diritti, ai Savorgnan spettavano quelli sulla fluitazione del legname e sul traghetto del Tagliamento. Da questi documenti si ricava che l'area di giurisdizione del feudo pinzanese comprendeva Pinzano, Valeriano, Anduins, Clauzetto ma si estendeva anche a Forgaria e Flagogna (il cui castello apparteneva sempre ai Savorgnan).
Jacopo Valvason di Maniago nel 1568 ci presenta questa descrizione del maniero pinzanese: 

## Da Napoleone al dopoguerra

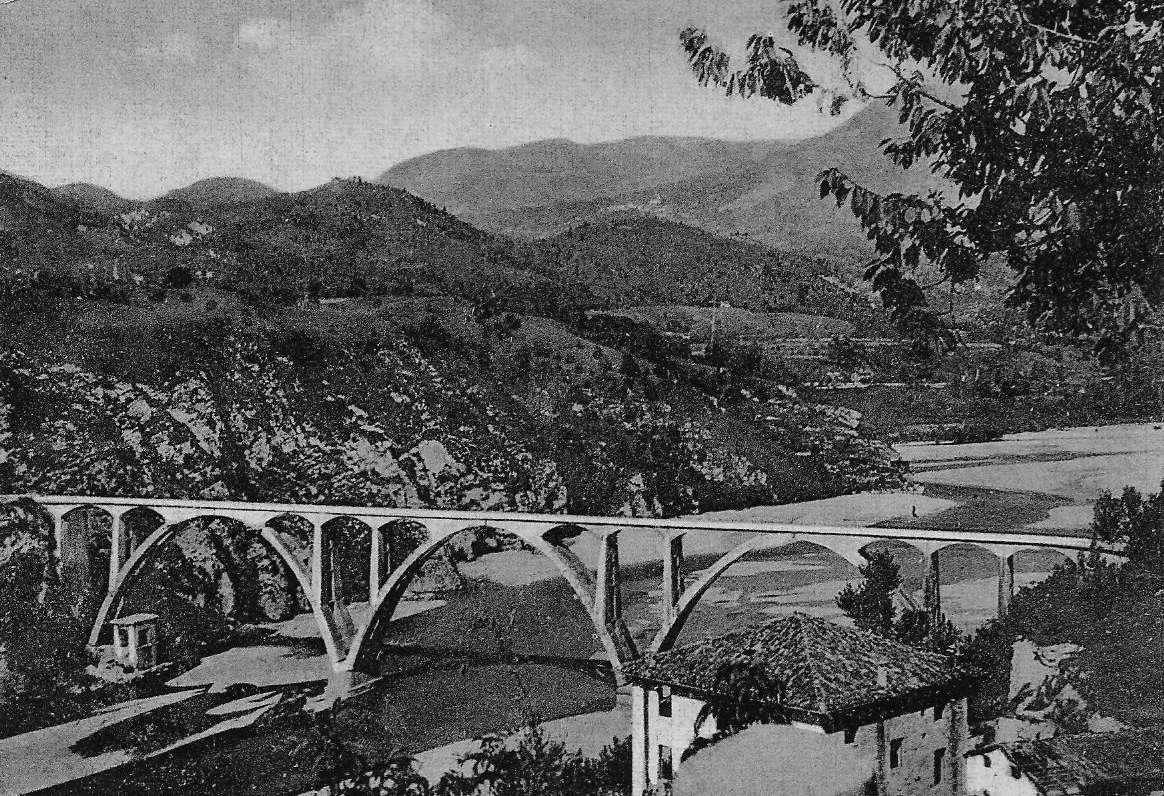
Il vecchio ponte, distrutto nel 1966

Nel 1797, in seguito al trattato di Campoformido, il Friuli venne ceduto all'Impero austriaco. Tornò di dominio napoleonico, all'interno del Regno Italico, fino alla Restaurazione del 1815: quindi l'intero Lombardo-Veneto venne sottomesso nuovamente all'Austria. Nel 1866, al termine della Terza guerra d'Indipendenza, avvenne l'unificazione definitiva al Regno d'Italia.
Nel 1801 viene completata la levata cartografica corredata da descrizioni militari della sezione XV.9 "Maniago" della carta militare austriaca rappresentante il territorio veneto. Le descrizioni ci permettono di conoscere il numero di abitanti di alcuni paesi oggi facenti parte del comune di Pinzano: il capoluogo ha 862 abitanti, Manazzons 151, Costabeorchia 81, Ronco [Cja Ronc] 14, Valeriano 492. Più avanti si può leggere:
Valeriano / La posizione della località è divisa dal Rugo Dolce fra il Tagliamento, Cosa e Ghergia. Arride alla posizione della località che i torrenti si trovino dentro e intorno siano racchiusi da alte rive, non potendo così provocare molti danni. Qui è strana la ricca fonte d'acqua che emerge così vicina alla località, presso il Rugo Dolce, e [che] fornisce tutta l'acqua alla comunità. La metà della popolazione è in massima parte emigrata e torna dai suoi per poco tempo all'anno.»
In epoca napoleonica il sistema viario venne ristrutturato significativamente: furono costruite le attuali strade provinciali tra Ampiano e Valeriano e tra Valeriano e Pinzano. A ricordo del passaggio di Napoleone, a Valeriano venne sistemata una colonna celebrativa chiamata appunto "napoleonica".
Nel 1809 Antonio Savorgnan, oberato dai debiti, vendette il castello, che attraverso alterne vicende cadde verso la metà del secolo in stato di abbandono e non venne più abitato.
Le condizioni di vita erano povere, seppure dignitose: l'economia era fondata quasi esclusivamente sull'agricoltura come base di sussistenza e di scambio con i pochi altri beni di stretta necessità. Venivano coltivati tutti i terreni possibili, e l'unica attività produttiva fonte di un guadagno supplementare non trascurabile era l'allevamento del baco da seta. Quasi tutti gli uomini adulti emigravano per lavoro, spesso all'estero, durante la stagione estiva, mentre in inverno ritornavano a casa per dedicarsi al taglio della legna ed ai lavori di preparazione agricola. Non era raro che l'emigrazione diventasse permanente, coinvolgendo il trasferimento di intere famiglie.
Prospettive lavorative in zona si ebbero solamente nei primi del Novecento, con la costruzione prima del ponte sul Tagliamento, poi della ferrovia Casarsa-Gemona: nel 1912 venne aperto il tratto fra Spilimbergo e Pinzano, mentre nel 1914 la ferrovia venne completata. La ferrovia pedemontana, che giungeva a Pinzano partendo da Sacile, venne inaugurata invece molto più tardi, nel 1930. Dal 1913 a Pinzano divenne disponibile l'energia elettrica. La costruzione delle nuove infrastrutture diede nuova vita al capoluogo, che divenne un centro discretamente importante e sede di mercato, seppure per un breve periodo, attirando le invidie delle vicine cittadine di Spilimbergo e San Daniele.
Il periodo di relativa prosperità non durò molto: nel 1914, allo scoppio della prima guerra mondiale, Pinzano divenne cento di movimento truppe e sulle colline vennero installate postazioni militari e di artiglieria. Il 26 ottobre 1917, a seguito della battaglia di Caporetto, giunsero a Pinzano le prime truppe italiane in ritirata, e nei giorni successivi il paese visse un vero e proprio esodo sia di militari che di civili. Vista l'impossibilità di fermare gli austro-tedeschi nella battaglia di Ragogna, il 1º novembre un'arcata del ponte venne fatta saltare nel tentativo quantomeno di rallentare l'avanzata. Gli austro-tedeschi superarono comunque il Tagliamento più a nord, dove si svolsero alcuni scontri con le truppe italiane ancora presenti, anche se le vere e proprie battaglie avvennero nella zona di Clauzetto. Gli austro-tedeschi occuparono Pinzano fra il 3 e 4 novembre e tennero il paese sotto occupazione militare per un anno.
Finita la guerra ripresero lentamente le ricostruzioni, ma anche l'emigrazione. Durante la seconda guerra mondiale è da segnalare la costruzione dell'ossario sul colle Pion: in seguito all'armistizio la zona divenne presidio di truppe tedesche, che furono attaccate con successo da una squadra partigiana nel settembre 1944. Pinzano era infatti una zona contesa al confine con la Repubblica della Carnia, istituita dai partigiani e viva tra l'agosto e l'ottobre 1944. Nel 1953, ovvero quando la ricostruzione postbellica era ancora in corso, Pinzano fu raggiunta dall'acquedotto.
Nel dopoguerra, un evento storico di grande portata fu il terremoto del 1976. La scossa di maggio fece nel comune 14 morti, rase al suolo 77 case e danneggiò in modo più o meno grave quasi tutte le costruzioni. La popolazione venne subito ospitata nelle tende e negli alberghi di Lignano, e da ottobre vennero allestiti i prefabbricati donati dalla Croce rossa svizzera, dalla Caritas austriaca e dal congresso degli italo-canadesi dello Stato dell'Ontario. Nel 1986 la ricostruzione era completata già al novanta per cento, comportando cambiamenti anche notevoli nell'aspetto dei paesi e soprattutto della piazza del capoluogo. Come in molte altre piccole realtà del Friuli, il terremoto segnò, forse ancora più della fine della seconda guerra mondiale, la ormai quasi totale uscita dal modello sociale, economico e culturale della tradizione contadina friulana. A testimonianza però della volontà di non lasciar perire il passato, dagli anni novanta l'amministrazione comunale ha deciso di acquistare il terreno dove sorgeva il castello per eseguire degli scavi archeologici e promuovere la conservazione della struttura.